# Christoph Sieber
Christoph Sieber (Wels, 9 de enero de 1971) es un deportista austríaco que compitió en vela en la clase Mistral.
Participó en dos Juegos Olímpicos de Verano, obteniendo una medalla de oro en Sídney 2000, en la clase Mistral, y el quinto lugar en Barcelona 1992. Ganó una medalla de bronce en el Campeonato Europeo de Mistral de 1994.

## Palmarés internacional
| \| Juegos Olímpicos \| Juegos Olímpicos \| Juegos Olímpicos \| Juegos Olímpicos \| \| Año \| Lugar \| Medalla \| Clase \| \| ------------------ \| ------------------ \| ----------------- \| ---------------- \| \| 2000 \| Sídney (Australia) \| Medalla de oro \| Mistral \| \| Campeonato Europeo \| \| \| \| \| Año \| Lugar \| Medalla \| Clase \| \| 1994 \| Heraclión (Grecia) \| Medalla de bronce \| Mistral \| |                    |                   |         |
| Juegos Olímpicos |                    |                   |         |
| Año | Lugar              | Medalla           | Clase   |
| 2000 | Sídney (Australia) | Medalla de oro    | Mistral |
| Campeonato Europeo |                    |                   |         |
| Año | Lugar              | Medalla           | Clase   |
| 1994 | Heraclión (Grecia) | Medalla de bronce | Mistral |